# Précy-le-Sec
Précy-le-Sec es una localidad y comuna francesa situada en la región de Borgoña, departamento de Yonne, en el distrito de Avallon y cantón de L'Isle-sur-Serein.

## Demografía
| 658 | 762 | 742 | 750 | 734 | 695 | 743 | 744 | 668 | 688 | 700 | 721 | 693 | 639 | 637 | 606 | 571 | 521 | 486 | 479 | 368 | 349 | 319 | 262 | 266 | 249 | 201 | 206 | 194 | 192 | 216 | 238 | 284 |
| Para los censos de 1962 a 1999 la población legal corresponde a la población sin duplicidades (Fuente: INSEE [Consultar]) |     |     |     |     |     |     |     |     |     |     |     |     |     |     |     |     |     |     |     |     |     |     |     |     |     |     |     |     |     |     |     |     |

Gráfica de la evolución de la población de Précy-le-Sec desde 1793